# Лолезка
Лоле́зка (Лоллезка, рос. Лолезка) — річка в Росії, права притока річки Пичас. Протікає по території Можгинського району Удмуртії.
Річка починається на північний схід від присілку Родники Увинського району на кордоні з Можгинським районом. Протікає на південний схід. Впадає до річки Пичас навпроти села Мельниково. Річка має декілька дрібних приток. Майже повністю протікає через лісові масиви. На території колишнього присілку Руський Уленвай збудовано ставок.
Довжина річки — 12 км. Висота витоку — 196 м, висота гирла — 131 м.